# Sommer-Bandfüßer

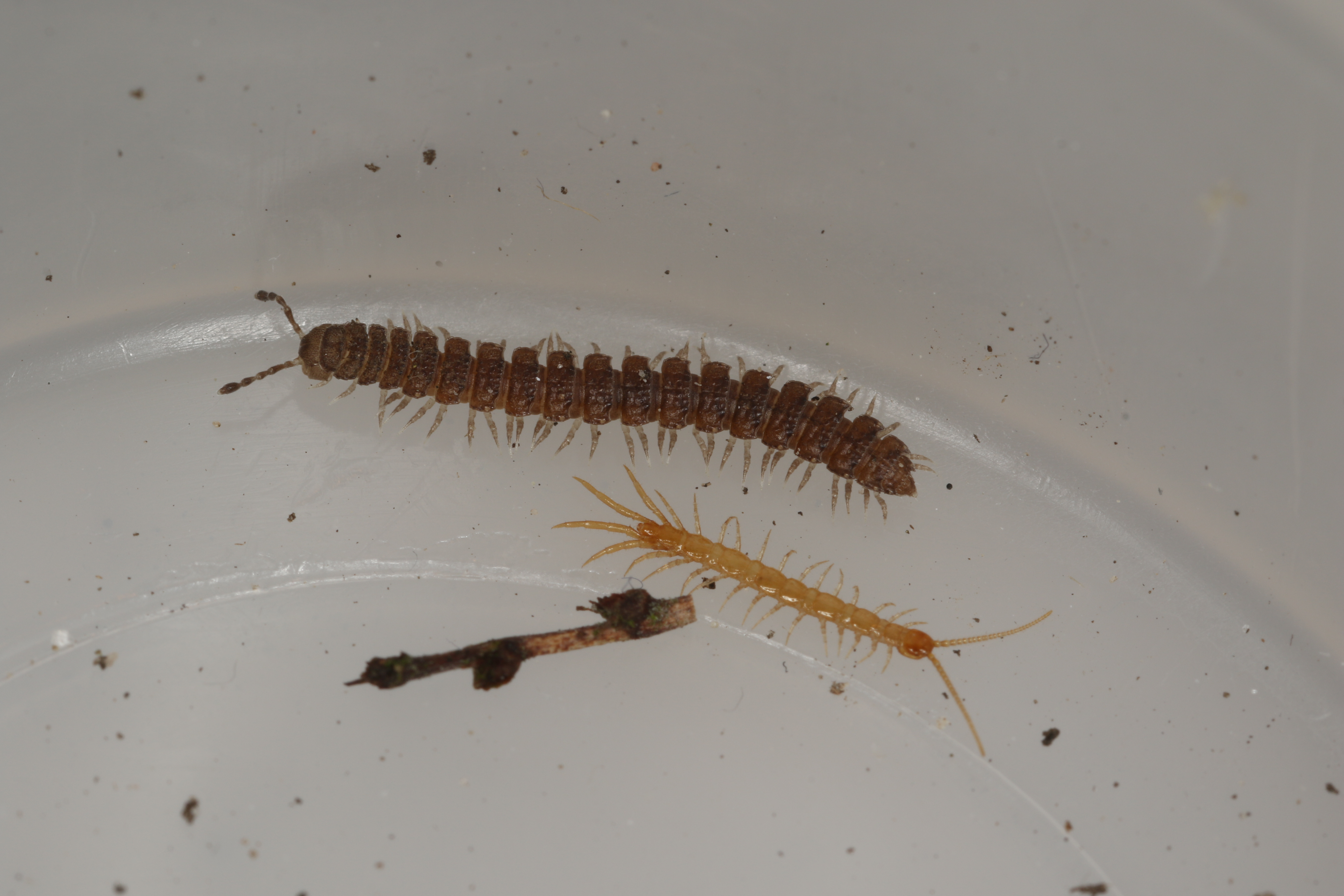
Oben im Bild: Polydesmus denticulatus, darunter Lithobius microps.

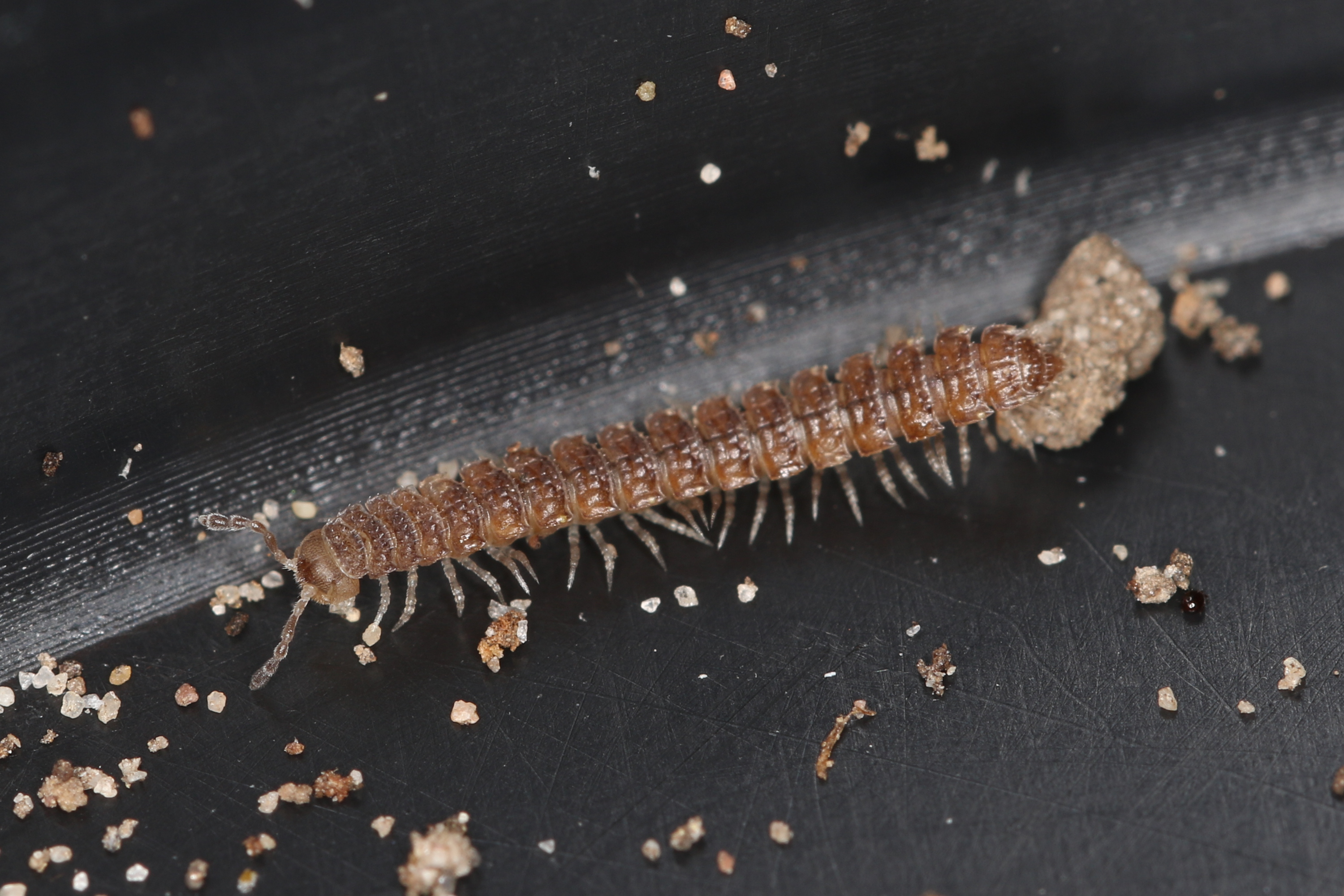
Ein Exemplar aus Dänemark

Der Sommer-Bandfüßer (Polydesmus denticulatus) ist eine Art der zu den Doppelfüßern gehörenden Bandfüßer und überwiegend in Mittel- und Nordeuropa verbreitet.

## Merkmale
Die Körperlänge beträgt 10–17 mm, die Körperbreite 1,5–2 mm. Damit zählt die Art zu den mittelgroßen Bandfüßern Mitteleuropas. Der Körper besteht aus 20 Körperringen und ist gelblichbraun bis braun gefärbt und glanzlos. Die Bauchseite ist gelbbraun und blasser gefärbt, die Beine sind braun. Die Seitenflügel (Paranota) sind relativ klein. Der Halsschild (Collum) ist fast quer nierenförmig und so breit wie der Kopf. Die Borsten sind keulenartig verdickt und die Ventralspange weist 2 spitze Zähne auf. Der 2. Rückenschild (Tergit) ist an den Vorderecken nach vorn vorgezogen, aber sonst sind keine auffälligen Rundungen der Vorderecken an den übrigen Seitenflügeln vorhanden. Die Hinterecken sind ab dem 4. Rückenschild nach hinten ausgezogen, ab dem 8. deutlich stärker. Die erste Höckerreihe auf den Tergiten ist undeutlich und schwach ausgeprägt, die 2. und 3. deutlich mit flachen Höckern. Die Borsten sind keulenförmig.

### Ähnliche Arten
Die Art kann sehr leicht mit Polydesmus inconstans verwechselt werden. Diese Art wird ebenso lang wie P. denticulatus, die Höcker aller drei Felderreihen der Rückenschilde sind jedoch sehr deutlich ausgeprägt. Außerdem weist die Ventralspange zwei breite und einen spitzen Zahn auf. Auch Propolydesmus testaceus ähnelt der Art sehr stark. Bei dieser Art ist der Halsschild aber viel schmaler als der Kopf, die Höcker der 1. Reihe fehlen ganz und die Ventralspange weist 3 spitze Zähne auf. Alle drei Arten sind am sichersten durch die männlichen Gonopoden oder weiblichen epigynalen Strukturen bestimmbar, die Bestimmung im Feld kann schwierig sein. Einfacher ist die Art dagegen von Polydesmus angustus und Polydesmus complanatus zu unterscheiden. Diese sehen zwar grundsätzlich ähnlich aus, werden aber meist größer, während Brachydesmus superus kleiner bleibt.

## Verbreitung
Die Art lebt weit verbreitet in Europa und kommt dabei vor allem in Mittel- und Nordeuropa vor. Im Nordwesten gibt es Vorkommen auf Irland und Großbritannien, wo die Art im Norden bis Schottland und Shetland verbreitet ist. In Fennoskandinavien kommt die Art vor allem im südlichen Schweden und Norwegen vor, ist entlang der norwegischen Atlantikküste aber auch bis zum 70. Grad nördlicher Breite zu finden. In Finnland kommt die Art dagegen nur im Süden vor. Weiter südlich lebt die Art in Dänemark, Estland, im russischen Oblast Kaliningrad, Polen, Deutschland, den Niederlanden, Belgien, Luxemburg, Frankreich, der Schweiz, Liechtenstein, Österreich, Tschechien, der Slowakei, Ungarn und Rumänien. Vermutlich ist die Art, deren Verbreitung manchmal mit gesamteuropäisch oder gesamtmitteleuropäisch beschrieben wird, noch weiter in Europa verbreitet. In den Alpen ist die kältetolerante Art weit verbreitet und lebt hier vermutlich bis in den Norden Italiens. Ein Fundpunkt aus dem mittleren Italien und einer aus der Nähe von Moskau würden für eine weitere Verbreitung der Art sprechen.
In Deutschland ist die Art verstreut beinahe überall zu finden, außer im überwiegenden Teil Mecklenburg-Vorpommerns und großen Teilen Niedersachsens. Besonders häufig ist sie in Baden-Württemberg und Sachsen gefunden worden, aber auch im Westen von Nordrhein-Westfalen und Brandenburg.
Die Art gilt in Deutschland als ungefährdet. Auch außerhalb Deutschlands gilt sie als häufig.

## Lebensraum
Es handelt sich um eine euryöke Art. In Deutschland gilt sie in manchen Angaben als Art mit einem geringen Feuchtigkeitsbedürfnis und xerophilen (trockenheitsliebenden) Charakter, die sich weniger im Walde findet, sondern mehr in kleinen Gebüschkomplexen, besonders in Kulturgeländen aller Art. In anderen Angaben wird sie auch als stark hygrobionte Waldart sehr nasser Wälder definiert oder als Auenbewohner beschrieben, mit einer sehr hohen Überflutungstoleranz von bis zu 2 Monaten. Dies spricht zusammengefasst für die Euryökie der Art. Der Grad der Synanthropie ist gering, die Art findet sich meist in natürlichen Biotopen. Es werden aber auch synanthrope Lebensräume wie Gärten, Parkanlagen, Kirchhöfe, Gärtnereien, Gebüsche, Bergwerkschächte und Ackerflächen besiedelt. Die Art kommt sowohl mit niedrigen Durchschnittstemperaturen als auch mit trockenen heißen Sommern gut zurecht und ist neben Polydesmus angustus die ökologisch potenteste heimische Art.
In Hamburg wurde P. denticulatus aus Parks und Altbuchenbeständen beschrieben, in Brandenburg gilt die Art als charakteristisch für den Erlenbruch, mit nur wenig synanthropen Vorkommen. In Sachsen-Anhalt bevorzugt die eurytope Art feuchte Wälder, in Hessen hat sie die höchsten Individuenzahlen im Phragmition (Großröhricht-Gesellschaften), nicht in den Buchenwäldern und den meisten Halbtrockenrasen. In Thüringen zeigt der euryöke Waldbewohner keine Tendenz für Synanthropie und wurde auch in Kiefernforsten und Buchenwäldern gefunden. In Rheinland-Pfalz gilt die Art als äußerst euryök und findet sich in Wäldern ebenso wie auf Kulturgelände. In Baden-Württemberg besitzt Polydesmus denticulatus von allen Polydesmus-Arten die breiteste ökologische Valenz – als einzige Art der Gattung tritt sie auch in Hochlagen des Schwarzwaldes und des Allgäus auf, was für ein geringes Wärmebedürfnis spricht. Im Überschwemmungsbereich von Gewässern zeigt sie die höchste Feuchtigkeitstoleranz, kommt im Bundesland aber ebenso in offenen trockenen Biotopen vor.
Die Frage, wo die Art die letzte Eiszeit überlebt hat, ist schwer zu beantworten. Es kommen nicht vereiste Gebiete zwischen Inlandgletschern in Frage oder beide Seiten – südwestlich und südöstlich – der vereisten Gebiete.

## Lebensweise
Phänologisch betrachtet ist P. denticulatus eine mehrjährige Sommerart, die ab der zweiten Frühjahrshälfte mit einem Maximum von Juni bis September den ganzen Sommer über aktiv ist. Zwischen Dezember und März findet man die Tiere nur selten. Die Paarungen finden zwischen April und Juli statt. Im Gegensatz zu Arten wie Polydesmus angustus oder Polydesmus complanatus, die Brutpflege zeigen, indem sie noch einige Tage nach dem Nestbau auf oder bei dem Nest verweilen, wurde dieses Verhalten bei Polydesmus denticulatus oder Polydesmus inconstans bisher nicht beobachtet. Allerdings bauen Weibchen von P. denticulatus zusätzlich zum „Haupt-Schornstein“ des Nestes (kaminähnliche Belüftungsöffnung an der Oberseite) noch eine zweite Ventilationsöffnung in ihre Nestglocken ein (Näheres zum Nestbau der Bandfüßer siehe hier). Nach 2 Jahren erreicht Polydesmus denticulatus die Geschlechtsreife und lebt dann noch ein Jahr. Die Weibchen legen über das Jahr verteilt ca. 180 Eier und können 2 Generationen im Jahr hervorbringen. Diese treten in Form von „Familiengruppen“ auf. Jungtiere findet man von Mai bis November. 50 % der Nahrung besteht aus Pilzen, aber auch morsches Holz und Bodenstreu werden gefressen. Der untere Stammbereich der Bäume ist ein integraler Bestandteil des Aktivitätsbereichs von P. denticulatus. Die Art zeigt eine hohe Dominanz.

## Taxonomie
Als Erstbeschreiber findet sich manchmal die Angabe Le Guillou, 1841. Da die originale Beschreibung jedoch fehlt, wird C. L. Koch, 1847 als gültiger Erstbeschreiber akzeptiert, der die Art im System der Myriapoden mit den Verzeichnissen und Berichtigungen zu Deutschlands Crustaceen, Myriapoden und Arachniden. beschrieb, das veröffentlicht wurde in Kritische Revision der Insectenfaune Deutschlands, III. Bändchen von Panzer und Herrich-Schäffer. Synonyme der Art lauten Nomarchus denticulatus (C.L.Koch, 1847), Polydesmus scabratus C.L.Koch, 1847, Polydesmus tenuis Peters, 1864 und Polydesmus beroni Strasser, 1962.